# 家畜商
家畜商（かちくしょう）は、牛、馬、豚、めん羊及び山羊等の家畜を家畜市場で売買、交換、斡旋する者のことをいう。免許が必要である。馬喰、博労、伯楽、白楽（いずれも読みは「ばくろう」）と呼ぶこともある。

## 免許取得および申請の仕方
以下の講習会を修了後、各都道府県の家畜課や家畜保健衛生所で免許交付を申請する。（なお、申請手続きには、最寄りの供託所で従事者数に応じた営業保証金を支払い、供託書の交付を受ける必要がある。）

### 講習科目
1. 家畜の取引に関する法令（4時間）
2. 家畜の品種及び特徴（4時間）
3. 家畜の悪癖、機能障害及び疾病（6時間）

### 受講資格
- 受講資格なし。ただし、未成年の場合は法定代理人の許可が必要となる。
- 獣医師は上記受講科目の2及び3を免除、家畜人工授精師は2及び3の一部を免除される。

## 競馬における家畜商
競馬の世界では、競走馬の取引において家畜商が活発に活動している。活動の形態としては馬主の代理人、取引の斡旋・仲介、自ら購入するケースなど様々である。